# 广澳高速珠海支线
广澳高速珠海支线（又称京珠高速珠海连接线，简称珠海支线）是广澳高速公路的一条支线高速公路，建成时由广东省中山市长沙埔至珠海市香洲区金鼎镇，全长约5公里，广东省高速公路原编号为S4W，后调整为S9919。
广澳高速珠海支线自珠海收费站以南的路段目前已经进行快速化改造，因此目前该路线的高速部分实际指原高速时期自平顶立交至珠海收费站的路段。

## 历史
广澳高速珠海支线原是京珠高速公路广珠段的南端组成部分，于1995年10月15日正式开工，1999年12月6日正式通车运营。
2017年12月，珠海高新区从广东省交通集团回购包括该路段在内的广澳高速珠海段，并在沿线5.46公里安装路灯。

## 快速化改造
随着该路段被珠海市回购以及珠海高新区的发展，珠海市亦着手将本线珠海收费站以南的路段改造为城市快速路。
京珠高速连接线快速化改造工程起于珠海下栅收费站南端，与京珠高速珠海出口相接，主线沿京珠高速连接线南行，在金环路设下穿隧道，辅道与金环路相接；主线通过下穿隧道南行至中珠渠，原中珠渠桥拆除，设跨线桥跨过规划的中珠渠北路、现状中珠渠及现状中珠渠南路；主线通过跨线桥往南，以隧道穿过金峰路后，终点接高新互通立交起点，经该立交连通金琴快线、兴业快线等快速路。
完工后有望大幅提升交通效率，满足客货运交通需求，消除高新区北围和金鼎片区的交通隔断。

### 改造内容
在《京珠高速连接线快速化改造工程可行性研究报告》中，提及本线自珠海收费站以南的约4.54千米路段将进行如下改造：
- 主线为城市快速路标准，全长4,535.474米，设双向六车道，设计车速80千米每小时。
- 辅道为城市次干路标准，设双向四车道，设计车速50千米每小时：其中东侧辅道为新建道路，全长3,185.882米；西侧辅道部分利用现有道路进行拓宽，部分路段为新建，全长3,584.455米。
- 新建南朗快线衔接段，设双向四车道，设计车速60千米每小时：其中西线新建两车道，全长165.720米；东线利用现状两车道道路进行改造；另外，受南朗快线线位重叠影响，临近的 111省道路段将向西更改走线。

### 改造历程
2020年8月12日，《京珠高速连接线快速化改造工程可行性研究报告》获得批复。
2021年10月下旬，京珠高速连接线快速化改造交通疏解工程完工并开放通行。
2023年3月，主线中珠渠跨线桥主体工程完成施工；6月，主线金环隧道主体工程完成施工。
2023年12月30日，京珠高速连接线快速化改造工程主线道路正式通车。
2025年4月25日下午，京珠高速连接线西侧辅道及金峰隧道顶路段正式通车。

## 互通枢纽及服务设施
| 地区                                                                                         | 里程 | 类型                | 名称     | 连接                     | 说明 |
| -------------------------------------------------------------------------------------------- | ---- | ------------------- | -------- | ------------------------ | --- |
| 中山市                                                                                       |      | 枢纽                | 平顶     | 广珠东线高速公路         | |
| 中山市                                                                                       |      | 主线收费站          | 珠海     | 珠海                     | |
| 快速化改造路段                                                                               |      |                     |          |                          | |
| 珠海市 香洲区                                                                                |      | 出入口              | 下栅     | 228国道 111省道 南朗快线 | 原珠海經濟特區下栅檢查站 现阶段以路口进行衔接，其中西侧连接 228国道与 111省道，东侧连接南朗快线 后续将以立交的形式建设南朗快线衔接段 |
| 珠海市 香洲区                                                                                |      | 出入口              | 金环     | 金环西路                 | |
| 珠海市 香洲区                                                                                |      | 隧道                | 金环隧道 | 金环隧道                 | |
| 珠海市 香洲区                                                                                |      | 河流 · 桥梁         | 中珠渠桥 | 中珠渠桥                 | |
| 珠海市 香洲区                                                                                |      | 出入口              | 中珠渠   | 中珠渠南路               | |
| 珠海市 香洲区                                                                                |      | 主线出入口 · 出入口 | 金峰     | 金峰中路 金峰北路        | 原高速时期终点 |
| 经金峰隧道连接 港湾大道及高新立交                                                            |      |                     |          |                          | |
| 1.000 英里 = 1.609 千米；1.000 千米 = 0.621 英里 并行路段 • 已关闭／取消 • 限制进入 • 未开放 |      |                     |          |                          | |